# The Time of the Oath
The Time of the Oath (рус. «Время клятвы») — седьмой студийный альбом немецкой пауэр-металической группы Helloween, вышедший в 1996 году на лейбле «Castle Communications». Диск посвящён памяти бывшего барабанщика группы Инго Швихтенберга, который совершил самоубийство в марте 1995 года.

## Об альбоме
The Time Of The Oath является концептуальным альбомом. По словам вокалиста группы Энди Дериса концепция альбома основана на пророчествах Нострадамуса, относящихся к периоду с 1994 по 2000 годы. Интерпретаторы полагают, что Нострадамус предсказал Третью мировую войну, после которой наступит тысячелетие мира, если человечество сделает правильный выбор. Альбом отражает выбор человечества.

## Список композиций
1. «We Burn» — 3:04 (автор: Энди Дерис)
2. «Steel Tormentor» — 5:40 (авторы: Михаэль Вайкат/Энди Дерис)
3. «Wake Up the Mountain» — 5:01 (Авторы: Ули Куш/Энди Дерис)
4. «Power» — 3:28 (автор: Михаэль Вайкат)
5. «Forever And One (Neverland)» — 3:54 (автор: Энди Дерис)
6. «Before the War» — 4:33 (автор: Энди Дерис)
7. «A Million to One» — 5:11 (авторы: Ули Куш/Энди Дерис)
8. «Anything My Mama Don’t Like» — 3:46 (Авторы: Энди Дерис/Ули Куш)
9. «Kings Will Be Kings» — 5:09 (автор: Михаэль Вайкат)
10. «Mission Motherland» — 9:00 (авторы: Михаэль Вайкат/Helloween)
11. «If I Knew» — 5:30 (автор: Михаэль Вайкат)
12. «The Time of the Oath» — 6:58 (авторы: Роланд Грапов/Энди Дерис)

### Бонус-треки (японское издание)
13. «Still I Don’t Know» — 4:13 (авторы: Энди Дерис/Маркус Гросскопф)
14. «Take It to the Limit» — 4:04 (авторы: Энди Дерис/Ули Куш)

### Специальное издание
1. «Still I Don’t Know» — 4:13 (авторы: Энди Дерис/Маркус Гросскопф)
2. «Take It to the Limit» — 4:04 (авторы: Энди Дерис/Ули Куш)
3. «Electric Eye» — 4:06 (авторы: Гленн Типтон/Роб Хэлфорд/Кеннет Даунинг)
4. «Magnetic Fields» — 3:41 (автор: Жан-Мишель Жарр)
5. «Rain» — 4:33 (Автор: Ричард Парфит)
6. «Walk Your Way» — 4:56 (автор: Маркус Гросскопф)
7. «Light in the Sky» — 2:35 (автор: Энди Дерис)
8. «Time Goes By» — 2:24 (автор: Энди Дерис)

## Участники записи
- Энди Дерис — вокал
- Михаэль Вайкат — гитара
- Роланд Грапов — гитара
- Маркус Гросскопф — бас-гитара
- Ули Куш — ударные